# Rudebeckia zulu
Rudebeckia zulu är en kackerlacksart som beskrevs av Karlis Princis 1963. Rudebeckia zulu ingår i släktet Rudebeckia och familjen småkackerlackor. Inga underarter finns listade i Catalogue of Life.